# Sacred Heart College (Bamenda)
Le Sacred Heart College (abrégé en SAHECO) est une école privée catholique pour garçons, située à Bamenda, dans la région du Nord-Ouest du Cameroun. Il est géré par l'archidiocèse de Bamenda et est connu pour avoir obtenu les meilleurs résultats au General Certificate of Education Ordinary et Advanced Level au Cameroun. Il est géré par l'archidiocèse de Bamenda, et est connu pour produire certains des meilleurs résultats au General Certificate of Education Ordinary and Advanced Levels au Cameroun. Outre l'excellence académique, le Sacred Heart College, comme d'autres écoles catholiques, est fier de la formation holistique donnée aux étudiants visant à les préparer à être des membres respectueux de la loi et bien pensants d'une société démocratique et pluraliste. 
Fondé à l'origine par les Missionnaires de Mill Hill, l'école a été confiée aux Frères maristes qui l'ont gérée pendant des décennies, avant d'en céder le contrôle à l'Archidiocèse de Bamenda. 

## Histoire
Le Sacred Heart College a vu le jour le 21 janvier 1961, avec le Père Thomas Mulligan (MHM) comme premier directeur. Motivé par la nécessité d'accueillir les étudiants de Bamenda qui avaient réussi l'examen d'entrée au St.Joseph's College, à Sasse, situé à des centaines de kilomètres, le Père Thomas Mulligan a constitué la première cohorte de 30 garçons au R.C.M Big Mankon en raison du manque d'infrastructures appropriées. Cet internat unisexe, inauguré officiellement le 8 juillet 1965 par Augustine Ngom Jua, alors Premier ministre du Cameroun occidental, s'est ensuite métamorphosé en un établissement d'enseignement secondaire à part entière en 1978 avec la création d'un deuxième cycle. En 2013, l'effectif des élèves s'élevait à 880, avec 52 enseignants et 21 auxiliaires. En plus d'exceller dans les études, les élèves du Sacré-Cœur sont connus pour leurs talents sportifs et leur discipline.
Le Révérend Frère John Phillips a convoqué une réunion des anciens élèves le 2 mai 1972, à la suite de l'absence regrettable des anciens élèves lors du 10e anniversaire de SAHECO, dans le but de réfléchir à la création d'une association d'anciens élèves. Le 12 juin, l'Association des anciens élèves du Sacré-Cœur (SHESA) a vu le jour et son premier exécutif a été formé avec M. Ebot Ntui comme président national et M. Ngwambe Fuh Gabriel comme vice-président. La mission principale de la SHESA est de promouvoir les enseignements de l'alma mater, à savoir l'excellence académique, la fraternité, la responsabilité civile, le service et la foi. La mission principale de la SHESA est de promouvoir les enseignements de l'alma mater, qui comprennent l'excellence académique, la fraternité, la responsabilité civile, le service, la crainte de Dieu et une attitude moralement droite. À ce jour, l'association compte plus de dix chapitres, dont certains aux États-Unis et en Europe. Les anciens étudiants de cette institution sont affectueusement appelés SHESANS ou Mishe.
Le 18 septembre 2017, un dortoir a été incendié dans ce qui a été soupçonné d'être un incendie criminel perpétré par des combattants séparatistes lors de la crise anglophone au Cameroun, ce qui a suscité la mobilisation des anciens étudiants et des sympathisants qui ont rapidement collecté des fonds pour la reconstruction du bâtiment endommagé.
SHESA a récemment lancé une institution de microfinance appelée SHESA Credit Union dont le siège est à Yaoundé.

### Jubilé d'or (1961 - 2011)
En janvier 2011, le Sacred Heart College de Mankon a fêté ses 50 ans d'existence, avec des célébrations au Cameroun et dans d'autres parties du monde, notamment en Allemagne, aux États-Unis et au Royaume-Uni. Les célébrations sur le campus ont commencé par une messe célébrée par le cardinal Christian Tumi et l'archevêque Cornelius Fontem Esua en présence de Fon Angwafo III de Mankon, qui a offert il y a 50 ans un terrain pour la construction de ce collège, de dignitaires de l'État, de parents, d'étudiants, de membres du personnel, d'anciens étudiants et de sympathisants. La célébration du jubilé d'or a été marquée par la pose de la première pierre d'un auditorium polyvalent de 250 millions de francs CFA, et par une opération de collecte de fonds au cours de laquelle 36 millions de francs CFA ont été réunis.

## Liste des directeurs d'école
- Fr Thomas Mulligan MHM : 1961-1963
- Fr Matthew Minto MHM : 1963-1964
- Fr Martin Van der Werf MHM :1964-1965
- Br Vincent Traynor : 1965-1969
- Br Justin Keady : 1969-1970
- Br John Philips : 1970-1988
- Br Nobert Simms (intérimaire) : 1981-82; 1989-1990
- Br Joseph McKee : 1988-1989; 1990-1993
- Mgr Clemens Ndze : 1993-2002
- Fr John Bosco Ambe : 2002-2007
- Fr Michael Seka Kintang : 2007-2021

## Anciens élèves notables
Dans le domaine de la politique et du gouvernement, on compte parmi les anciens élèves du Sacred Heart College des membres du gouvernement camerounais tels que Felix Mbayu, Paul Tassong, Mingo Paul Ghogomu, Herman Maimo et Ebot Ogork Ntui. Enow Abrams Egbe est un ancien étudiant. Le président pionnier du Conseil exécutif de la région du Nord-Ouest du Cameroun, le professeur Fru Angwafor III est un SHESAN. Plusieurs membres du parlement et diplomates sont passés par SAHECO.
En droit, l'ancien bâtonnier du Conseil de l'ordre des avocats du Cameroun, le bâtonnier Sama Francis et le président à la retraite de la Cour d'appel de la région du Nord-Ouest du Cameroun, le juge en chef Jani Leonard ont été diplômés de SAHECO. Un ancien étudiant, le juge Malegho Joseph Aseh, a été nommé secrétaire général du Conseil constitutionnel du Cameroun.
Dans le monde des affaires, le jeune entrepreneur primé Nteff Alain, fondateur de Gifted Mom et lauréat du Mastercard Foundation Premier Social Entrepreneur Award, du Grand Prix Anzisha de 2014 ainsi que du Queen's Young Leader Award 2016 est diplômé de SAHECO. En septembre 2020, Nteff Alain qui se double du promoteur de l'application Healthlane a annoncé sur sa page twitter qu'il avait réussi à lever 1,3 milliard de francs CFA à travers une opération de crowdfunding.
Dans le domaine de la musique, le meilleur artiste masculin des All Africa Music Awards 2016 pour l'Afrique centrale, Wax Dey et le rappeur montant Ngoma sont d'anciens étudiants. Motherland Empire, le principal label de disques du Cameroun, a été fondé par Dick Chie (Dikalo), un ancien étudiant.